# Komisja Nikołaja Burdenki

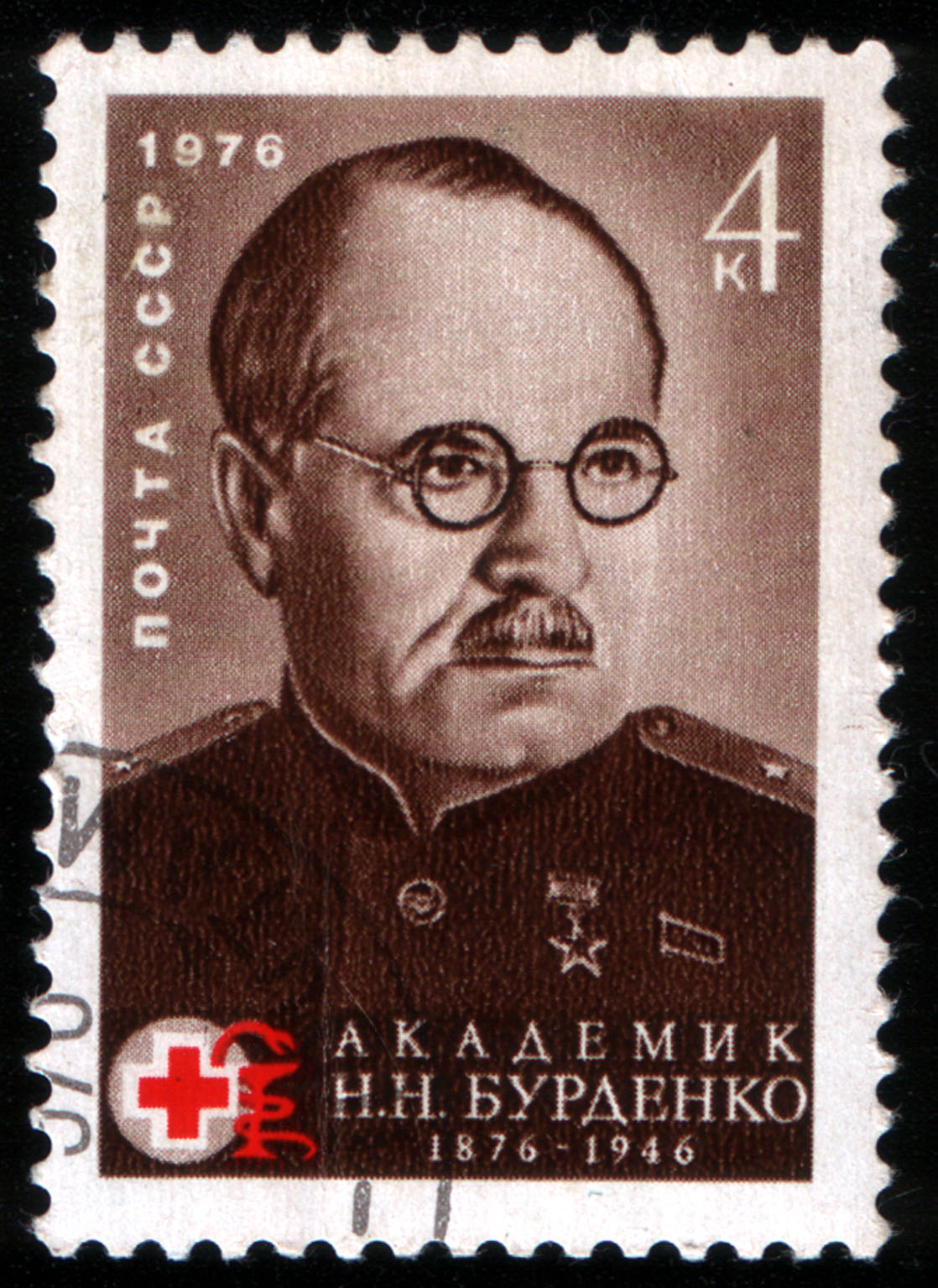
Nikołaj Burdenko, przewodniczący Komisji

Komisja Nikołaja Burdenki – radziecka specjalna komisja śledcza powołana 13 stycznia 1944 przez Biuro Polityczne KC Wszechzwiązkowej Partii Komunistycznej (bolszewików) (WKP(b)) w celu udowodnienia tezy, że zbrodnia katyńska na oficerach Wojska Polskiego dokonana wiosną 1940 przez NKWD na polecenie tego samego Biura Politycznego KC WKP(b) została popełniona przez Niemców w 1941. Przewodniczącym Komisji był Nikołaj Burdenko, członek Akademii Nauk ZSRR, który pod koniec życia przyznał, że rozstrzelania polskich oficerów dokonało NKWD w 1940. 

## Tzw. „dochodzenie wstępne” NKWD
We wrześniu 1943, po wyparciu armii niemieckiej z rejonu Smoleńska, w Katyniu przystąpiła do pracy specjalna ekipa funkcjonariuszy operacyjnych i śledczych NKWD oraz kontrwywiadu wojskowego Smiersz kierowana przez Wsiewołoda Mierkułowa (w 1940 jednego z głównych realizatorów zbrodni katyńskiej), Siergieja Krugłowa i Leonida Rajchmana (w 1940 zajmował się on polskimi jeńcami wojennymi i miał związek ze zbrodnią katyńską). Jej celem było przeprowadzenie tzw. „dochodzenia wstępnego” i przygotowanie materiałów dla przyszłej oficjalnej komisji śledczej. Ekipa ta składała się z funkcjonariuszy centralnego aparatu NKWD i Ludowego Komisariatu Bezpieczeństwa Państwowego przybyłych z Moskwy, współpracujących z personelem Obwodowego Zarządu NKWD w Smoleńsku. Jednym z jej kierowników był pułkownik bezpieczeństwa państwowego Jakow Naumowicz Matusow (1908–1967), któremu podlegali podpułkownik bezpieczeństwa państwowego A. S. Kozłow, major bezpieczeństwa państwowego Gordiejew oraz liczna grupa pracowników operacyjnych (A.A. Kozyriow, M. M. Kołdajew, D.W. Grebelski, W. M. Tumanow, Mierietiukow i inni). Działaniami ekipy kierował na co dzień zastępca szefa wydziału kontrwywiadu Ludowego Komisariatu Bezpieczeństwa Państwowego, Leonid Rajchman.
Ekipa funkcjonariuszy NKWD i Smiersza odgrodziła miejsce pochówku w Katyniu i rozpoczęła intensywne prace ziemne – otwarła mogiły i utworzyła dwa nowe miejsca pochowania zwłok. Funkcjonariusze NKWD umieszczali w grobach sfałszowane dokumenty, przygotowywali fałszywych świadków, a niewygodnych likwidowali lub skazywali na wieloletnie więzienie. Działania te trwały trzy miesiące, do stycznia 1944; w tym okresie dostęp do mogił mieli wyłącznie funkcjonariusze NKWD. Efekty pracy ekipy NKWD do 10–11 stycznia 1944 zostały opisane w dokumencie „Informacja w sprawie dochodzenia wstępnego w tak zwanej sprawie katyńskiej”, podpisanym przez Wsiewołoda Mierkułowa i Siergieja Krugłowa, który miał być podstawą komunikatu przyszłej oficjalnej komisji.

## Powołanie Komisji Burdenki i jej skład
13 stycznia 1944, po zakończeniu przygotowań prowadzonych przez służby specjalne, Biuro Polityczne KC WKP(b) podjęło uchwałę powołującą komisję śledczą i określiło jej skład: 
- Nikołaj Burdenko, członek Akademii Nauk ZSRR
- Aleksiej Tołstoj, pisarz radziecki
- Mikołaj, metropolita kijowski i halicki
- generał dywizji Aleksander Gundorow (1895–1973), od 1937 naczelnik Wojskowej Akademii Inżynieryjnej im. W. W. Kujbyszewa, przewodniczący Komitetu Wszechsłowiańskiego ZSRR
- Siergiej Kolesnikow (1901–1985), przewodniczący Komitetu Wykonawczego Rady Towarzystw Czerwonego Krzyża i Czerwonego Półksiężyca
- Władimir Potiomkin, komisarz ludowy oświaty RFSRR
- generał broni Jefim Smirnow (1904–1989), szef Głównego Zarządu Wojskowo-Sanitarnego Armii Czerwonej
- Roman Je. Mielnikow, przewodniczący Smoleńskiego Obwodowego Komitetu Wykonawczego WKP(b)

Oficjalna nazwa Komisji określona w uchwale Biura Politycznego KC WKP(b) brzmiała: „Specjalna komisja ds. ustalenia i przeprowadzenia śledztwa okoliczności rozstrzelania w lesie katyńskim polskich jeńców wojennych przez niemiecko-faszystowskich najeźdźców”. W projekcie uchwały Biura Politycznego, opracowanym przez Andrieja Wyszynskiego i uzgodnionym przez Wiaczesława Mołotowa z Ławrientijem Berią, znajdowały się nazwiska także dwóch osób narodowości polskiej: Wandy Wasilewskiej i Bolesława Drobnera, lecz przed przyjęciem uchwały zostały one wykreślone przez Józefa Stalina.
Na pierwszym posiedzeniu Komisji zatwierdzono jako jej sekretarza Władimira Makarowa, a w charakterze ekspertów medycyny sądowej Wiktora Pozorowskiego, W. M. Smoljaninowa, P. S. Siemianowskiego, M. D. Szwajkowa i Dmitrija Wyropajewa.

## Działania Komisji i komunikat końcowy
Komisja Burdenki pracowała w Katyniu w dniach 13–24 stycznia 1944 (wcześniej jej członkowie nie mieli dostępu do miejsca pochowania zwłok), przeprowadziła pewną liczbę ekshumacji i przesłuchań przygotowanych przez NKWD świadków, a także odnalazła sfałszowane przez NKWD dokumenty. Na tej podstawie członkowie Komisji podpisali w dniu 24 stycznia 1944 końcowy komunikat, opublikowany 26 stycznia 1944, wskazujący na winę Niemców i zawierający fałszywe dane na temat liczby ofiar zbrodni pochowanych w Katyniu (komunikat Komisji Burdenki podawał, że w Katyniu pochowano około 11 tysięcy jeńców polskich, choć faktycznie pochowano ich tam około 4400). Komunikat ten stanowił rozbudowany i przeredagowany wariant „Informacji w sprawie dochodzenia wstępnego w tak zwanej sprawie katyńskiej”, sporządzonego na początku stycznia 1944 przez Wsiewołoda Mierkułowa i Siergieja Krugłowa (w obu dokumentach zbieżne są nawet błędy w pisowni nazwisk i inicjałach świadków).

### Wizyta dziennikarzy zagranicznych w Katyniu
20 stycznia 1944, w czasie prac Komisji Burdenki, do Katynia zaproszono grupę około 20 dziennikarzy zagranicznych (m.in. ze Stanów Zjednoczonych i Wielkiej Brytanii) oraz przedstawicieli ambasady amerykańskiej w Moskwie, którym pokazano ekshumowane zwłoki. Na podstawie tych oględzin ówczesny ambasador USA w Moskwie, William Averell Harriman, 25 stycznia 1944 przesłał do Sekretarza Stanu w Waszyngtonie depeszę, w której napisał m.in.: większość zwłok, jakie widzieli zwiedzający, była zwłokami szeregowców, a nie oficerów, jak utrzymywali Niemcy. O szeregowcach pogrzebanych w Katyniu pisał również m.in. Jerzy Borejsza w artykule opublikowanym 1 lutego 1944 w tygodniku „Wolna Polska” (20 stycznia 1944 Borejsza był w grupie dziennikarzy przewiezionych do Katynia). Kwestia, skąd w styczniu 1944 w Katyniu wzięły się zwłoki szeregowców w polskich mundurach pokazywane zagranicznym korespondentom, nie została jak dotąd wyjaśniona; według niektórych historyków zwłoki badane przez Komisję Burdenki w 1944 mogły w ogóle nie mieć nic wspólnego z oficerami zamordowanymi w 1940.

## Próba wykorzystania raportu Komisji w Norymberdze
W 1946 prokuratorzy radzieccy próbowali wykorzystać raport Komisji Burdenki, by oskarżyć Niemców o ludobójstwo przed Międzynarodowym Trybunałem Wojskowym w Norymberdze. Raport Komisji został włączony do akt sądowych (jako tzw. dokument ZSRR-54) i oskarżyciele radzieccy domagali się, by Trybunał uznał go za dowód niewymagający potwierdzenia, a przesłuchiwanie świadków za zbyteczne. Sędziowie nie wyrazili na to zgody i mimo protestów prokuratorów radzieckich przychylili się do wniosku obrony o powołanie świadków. Wywołało to zaniepokojenie władz ZSRR, które rozpoczęły przygotowywanie świadków mających wystąpić na procesie. W przygotowaniach tych uczestniczyli prokuratorzy oraz funkcjonariusze służb specjalnych, w tym Wiktor Abakumow, Wsiewołod Mierkułow i Leonid Rajchman. Ostatecznie Trybunał postanowił przesłuchać trzech świadków obrony i trzech świadków oskarżenia. Po przesłuchaniu tych świadków sędziowie nie uwzględnili kwestii odpowiedzialności za zbrodnię katyńską w Wyroku Trybunału Norymberskiego – sprawa ta została pominięta.

## Analizy komunikatu Komisji przez polski rząd emigracyjny
W 1946 polski rząd na uchodźstwie opracował oficjalny raport w sprawie zbrodni katyńskiej zatytułowany „Masowe morderstwo polskich jeńców wojennych w Katyniu”, przygotowany w trzech wersjach językowych (w języku polskim, angielskim i włoskim) i zawierający krytyczną analizę komunikatu Komisji Burdenki; tekst tego raportu został opublikowano po raz pierwszy w 1990. 
W 1948 komunikat Komisji Burdenki został poddany analizie w kolejnym oficjalnym raporcie polskiego rządu emigracyjnego, „Zbrodnia katyńska w świetle dokumentów”, wydanym w tym samym roku w Londynie. W raporcie tym wskazano m.in. fałszywe informacje zawarte w komunikacie Komisji Burdenki (nieprawdziwe dane na temat pochowania w Katyniu około 11 tysięcy osób).

## Amerykańskie śledztwo w sprawie Komisji Burdenki
W latach 1951–1952 raport Komisji Burdenki został przeanalizowany przez Specjalną Komisję Śledczą Kongresu Stanów Zjednoczonych do Zbadania Zbrodni Katyńskiej, tak zwaną Komisję Maddena, która orzekła, że jest on pełen niepotwierdzonych domysłów, fałszywych danych i sprzecznych ze sobą informacji. W 1952 Komisja Maddena wydała raport końcowy, w którym uznała władze radzieckie za winne zbrodni katyńskiej i wezwała do powołania międzynarodowego trybunału dla osądzenia tej zbrodni.

## Ekspertyza polskich historyków z komisji dwustronnej
W 1988, w trakcie prac mieszanej polsko-radzieckiej komisji historyków ds. badania białych plam (tzw. Wspólna Komisja Historyków Partyjnych PRL i ZSRR), polscy historycy Jarema Maciszewski, Czesław Madajczyk, Ryszard Nazarewicz i Marian Wojciechowski przedstawili ekspertyzę wniosków Komisji Burdenki, dowodząc, że były bezpodstawne. Tekst tej ekspertyzy opublikowano w Polsce w 1989, a w Rosji w 1991. We wstępie do ekspertyzy Jarema Maciszewski stwierdził m.in.: W świetle przedstawionej szerokim rzeszom czytelników argumentacji zawartej w ekspertyzie nie może budzić wątpliwości ani niezgodność z prawdą orzeczeń Komisji Burdenki, ani też pełna odpowiedzialność NKWD za mord katyński i zagładę więźniów Starobielska i Ostaszkowa, chociaż jak dotąd miejsce ich wiecznego spoczynku nie może być – bez znajomości dokumentów sowieckich – bezspornie ustalone.

## Rosyjskie śledztwo w sprawie Komisji Burdenki
W latach 1992–1993, w trakcie śledztwa w sprawie zbrodni katyńskiej prowadzonego przez rosyjską Główną Prokuraturę Wojskową, komunikat Komisji Burdenki został przeanalizowany przez zespół rosyjskich naukowców (B. N. Topornin, A. M. Jakowlew, I. S. Jażborowska, W. S. Parsadanowa, J. N. Zoria, L. W. Bielajew) powołanych przez prokuraturę w celu przygotowania ekspertyzy na temat kwalifikacji prawnej tej zbrodni. W swoim końcowym orzeczeniu z 2 sierpnia 1993 eksperci ci stwierdzili: Komunikat komisji specjalnej pod przewodnictwem N. Burdenki, wnioski i orzeczenie komisji pod przewodnictwem W. Pozorowskiego ignorujące rezultaty poprzedniej ekshumacji, ze względu na ich nieobiektywny charakter, fałszowanie dowodów rzeczowych, dokumentów i zeznań świadków – należy uznać za nieodpowiadające wymogom nauki, a orzeczenia – za nie odpowiadające prawdzie.
Ponadto w latach 1990–1994 rosyjska grupa śledcza pod kierunkiem pułkownika Aleksandra Trietieckiego przestudiowała oryginalne dowody zebrane przez Komisję Burdenki i przesłuchała świadków, po czym ustaliła, że Komisja dopuszczała się fałszerstw, by wykazać winę Niemców (m.in. 9 dokumentów wymienionych w komunikacie Komisji okazało się sfabrykowanych). Z tych powodów w 1994 w uzasadnieniu decyzji o umorzeniu śledztwa w sprawie katyńskiej (decyzja ta nie weszła w życie) prokurator podpułkownik Anatolij Jabłokow za winnych ukrywania zbrodni katyńskiej uznał również dopuszczających się falsyfikacji członków Komisji Burdenki.

## Wykorzystanie propagandowe raportu Komisji
Komunikat Komisji Burdenki był wielokrotnie wykorzystywany przez władze radzieckie do celów propagandy politycznej określanej przez historyków mianem „kłamstwa katyńskiego”. W 1944, po kilku dniach od pierwszej publikacji w dniu 26 stycznia, wydano go w ZSRR w postaci osobnej broszury w języku rosyjskim. VII Wydział Głównego Zarządu Politycznego Armii Czerwonej opublikował w nakładzie 25 tysięcy egzemplarzy broszurę z przekładem komunikatu na język polski, którą rozpowszechniano wśród jeńców wojennych i na terytorium Polski. W 1944 ukazał się również przekład komunikatu na język angielski, opublikowany w Londynie przez radziecką agencję Soviet War News pod tytułem „The Truth about Katyn. Report of Special Commission for Ascertaining and Investigating the Circumstances of the Shooting of Polish Officers by the German-Fascist Invaders in the Katyn Forest”.
Na początku lat 50. XX wieku, po powstaniu amerykańskiej Komisji Maddena, komunikat Komisji Burdenki ponownie zaczęto wykorzystywać w celach propagandowych: wydano go w dziesiątkach publikacji w zależnych od ZSRR krajach bloku wschodniego. W Polsce ukazał się m.in. w „Trybunie Ludu” z 4 marca 1952, zasygnalizowany w specjalnej ramce na pierwszej stronie i ciągnący się wewnątrz numeru na trzy strony.
Wykorzystywanie przez władze ZSRR komunikatu Komisji Burdenki do celów propagandowych zakończyło się w 1990, gdy 13 kwietnia 1990 strona radziecka w oficjalnym komunikacie agencji TASS, zatwierdzonym uchwałą Biura Politycznego KC KPZR z 7 kwietnia 1990, przyznała, że zbrodnia katyńska jest jedną z ciężkich zbrodni stalinizmu.